# Amatlán, Puebla
Amatlán är en ort i Mexiko.   Den ligger i kommunen Zoquiapan och delstaten Puebla, i den sydöstra delen av landet, 190 km öster om huvudstaden Mexico City. Amatlán ligger 196 meter över havet och antalet invånare är 351.
Terrängen runt Amatlán är kuperad söderut, men norrut är den platt. Terrängen runt Amatlán sluttar norrut. Runt Amatlán är det tätbefolkat, med 383 invånare per kvadratkilometer. Närmaste större samhälle är Ciudad de Cuetzalan, 12,7 km söder om Amatlán. I omgivningarna runt Amatlán växer huvudsakligen savannskog.